# DNAL4
DNAL4‏ (Dynein axonemal light chain 4) هوَ بروتين يُشَفر بواسطة جين DNAL4 في الإنسان.